# Nhà thờ Santo Domingo, Quito

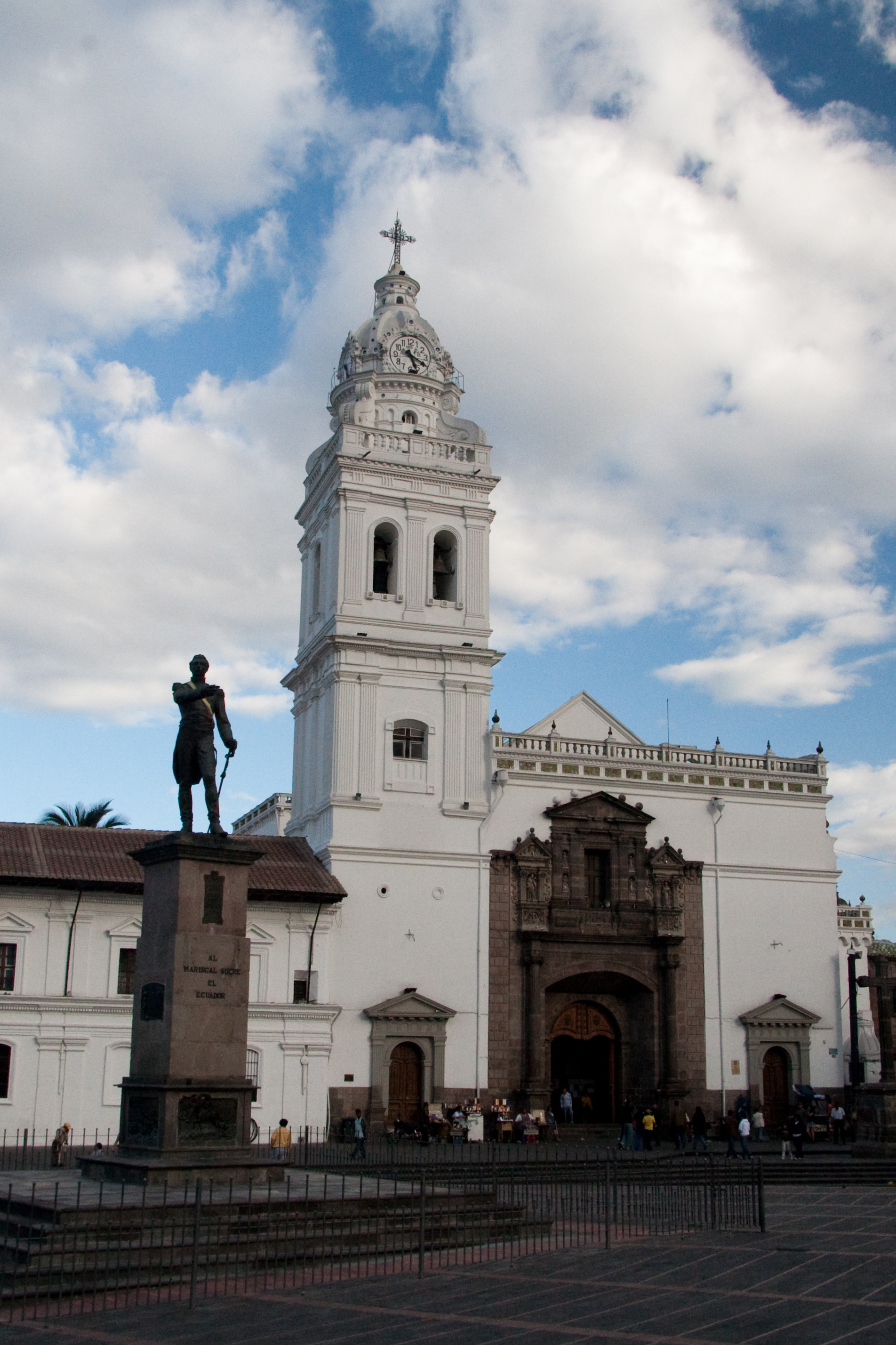
Nhà thờ Santo Domingo

Nhà thờ Santo Domingo là một nhà thờ Công giáo ở trung tâm lịch sử của thành phố Quito, thủ đô của Ecuador. Khu phức hợp nhà thờ gồm tu viện, nhà thờ và nhà nguyện nằm trên quảng trường Plaza de Santo Domingo vốn là quảng trường được đặt theo tên của nhà thờ này. Việc xây dựng Nhà thờ này được bắt đầu vào năm 1540, khi địa điểm được giao cho cộng đoàn Dòng Đa Minh và sau khi một nhà nguyện tạm thời được xây dựng, các kế hoạch xây dựng cuối cùng của nhà thờ vẫn tồn tại cho đến ngày nay đã được kiến trúc sư Francisco Becerra soạn thảo vào năm 1581. Một trong những công trình tráng lệ hoa mỹ của Nhà thờ này là Nhà nguyện thuộc địa Đức Trinh Nữ Mân Côi, được hoàn thành vào năm 1732. Cũng như các nhà thờ và công trình dân dụng khác ở thành phố Quito, những người xây dựng Santo Domingo ngay từ đầu đã nhận thấy nơi đây có địa hình gồ ghề và không bằng phẳng, vì vậy họ phải nghĩ ra nhiều giải pháp kiến trúc khác nhau để tạo sự liên tục cho ngôi đền chính và nhà nguyện trong đó có trên đó là Nhà nguyện Virgen del Rosario, Cổng vòm Santo Domingo được xây dựng vào năm 1732.